# Boomerang - L'arma che uccide
Boomerang - L'arma che uccide (Boomerang) (conosciuto anche come Boomerang! - L'arma che vendica) è un film del 1947 diretto da Elia Kazan, ispirato ad una storia vera apparsa sul Reader's Digest a firma Anthony Abbott: l'omicidio dell'anziano sacerdote Hubert Dahme del 1924 a Bridgeport nel Connecticut e adattata per il grande schermo dallo sceneggiatore Richard Murphy. Il film, impregnato di denuncia sociale, fu girato non lontano dai luoghi reali della vicenda (a Stamford (Connecticut), a causa di un diniego delle autorità di Bridgeport), con uno stile crudo e molto realistico, vicino al documentario, e fu candidato al Premio Oscar proprio per la sceneggiatura.
Homer Cummings, il vero procuratore distrettuale nel processo, più tardi venne nominato Procuratore generale federale.
Il film fu presentato in concorso al 2º Festival di Cannes.

## Trama
In seguito all'omicidio di un anziano sacerdote molto benvoluto, la polizia svolge serrate indagini giungendo infine all'arresto di un giovane disoccupato reduce di guerra trovato in possesso di un'arma identica a quella utilizzata dall'assassino. Dopo che l'uomo è stato riconosciuto dai testimoni oculari del delitto, gli agenti che si occupano del caso lo costringendolo a confessare. L'opinione pubblica preme per una rapida conclusione del processo ma il Pubblico ministero nutre dubbi circa la validità delle prove raccolte dalla polizia e, nonostante questo possa mettere a rischio la sua carriera, riesce durante il dibattito in aula a smontare uno ad uno tutti gli indizi e le testimonianze contro l'accusato che viene pertanto assolto.

## Critica
«più attento ai meccanismi narrativi e ai colpi di scena che al messaggio (tipicamente rooseveltiano... rivelò al pubblico un grande regista. Lo zio di Kazan, Joe, interpreta Mr. Lukash.» **½

## Riconoscimenti
- National Board of Review Awards 1947: miglior regista
- New York Film Critics Circle Awards: miglior regista, Elia Kazan; 1947.